# Печењевце
Печењевце је насељено место града Лесковца у Јабланичком округу. Према попису из 2022. било је 1.203 становника.
Село је познато по производњи кромпира, а у њему се сваке године организује и кромпиријада. Поред тога, Печењевце је познато и као родно место певача Томе и Новице Здравковића. Данас се у центру села налази ресторан Томина прича.
Печењевце је било седиште општине до 1956. године. У саставу општине Печењевце налазила су се следећа насеља: Бабичко, Брејановце, Грданица, Душаново, Живково, Залужње, Каштавар, Горња Локошница, Доња Локошница, Печењевце, Подримце, Прибој, Разгојна, Смрдан, Црковница, Голема Њива, Ораовица, Чекмин и Чифлук Разгојнски.

## Географија

### Положај
Село лежи у крајњем јужном делу Брестовачког проширења. У овом проширењу, које чини северни део Лесковачке котлине, насеље је непосредно на излазу из Печењевачког сужења.
Горње Печењевце, виши део насеља, смештено је у долини Шаранице, а нижи пољски крајеви на излазу тог водотока у дно проширења. Неки од нижих делова насеља локализовани су теменом распљоштене плавине Шаранице, док су остали на обалама реке Јабланице. Претежни део пољског насеља је на левој страни Јабланице, између њеног тока и наткрилних висова Ваноса и Беле главе. Лежећи на уздигнутом плавинском земљишту и вишој обали Јабланице, најнижи крајеви имају релативно оцедан топографски положај. Они не страдају од поплава које су честе у најнижем делу атара.
Налазећи се умногоме на котлинској морфолошкој граници, насеље искоришћава две различите морфолошке и привредне целине: раван за ратарство, а побрђе, сем тога, и за гајење винове лозе, испашу стоке и искоришћавање шума.

## Историја
Судећи по пореклу и старини данашњег становништва, чији се најстарији слој населио у потезу Зелени Вир у последњој четвртини 18. века, Печењевце је насеље новијег постанка. Међутим, бројни остаци старина и трагова претходних насеља у данашњем атару, као и само име села несумњиво потврђују да је постојало и средњовековно насеље. Оно је вероватно запустело крајем 15. века, те се није одржао континуитет насељености.
По школском извештају из 1878. године ту је постојала мушка школа. Импровизована је у једној малој собици црквене куће. Издржавала се из црквених прихода и добровољних прилога. Ради се по "црквенски" без разреда, а чест ђака учи кратки катихизис и кратку црквену историју. Ту долази 25 ђака из више села, а учитељска плата је годишње 1700 гроша.

## Демографија
У насељу Печењевце живи 1.439 пунолетних становника, а просечна старост становништва износи 42,5 година (41,6 код мушкараца и 43,4 код жена). У насељу има 526 домаћинстава, а просечан број чланова по домаћинству је 3,38.
Ово насеље је великим делом насељено Србима (према попису из 2002. године), а у последња три пописа, примећен је пад у броју становника.
|  |

| Демографија | Демографија | Демографија |
| Година      | Становника  | Становника  |
| ----------- | ----------- | ----------- |
| 1948.       | 1.846       |             |
| 1953.       | 1.981       |             |
| 1961.       | 2.136       |             |
| 1971.       | 2.088       |             |
| 1981.       | 2.078       |             |
| 1991.       | 1.930       | 1.820       |
| 2002.       | 1.776       | 1.930       |
| 2011.       | 1.500       |             |
| 2022.       | 1.203       |             |

| Етнички састав према попису из 2002.‍ | Етнички састав према попису из 2002.‍ | Етнички састав према попису из 2002.‍ | Етнички састав према попису из 2002.‍ | Етнички састав према попису из 2002.‍ |
| ------------------------------------ | ------------------------------------ | ------------------------------------ | ------------------------------------ | ------------------------------------ |
|                                      |                                      |                                      |                                      |                                      |
| Срби                                 | Срби                                 |                                      | 1.620                                | 91,21%                               |
| Роми                                 | Роми                                 |                                      | 135                                  | 7,60%                                |
| Македонци                            | Македонци                            |                                      | 4                                    | 0,22%                                |
| Црногорци                            | Црногорци                            |                                      | 2                                    | 0,11%                                |
| Немци                                | Немци                                |                                      | 1                                    | 0,05%                                |
| Мађари                               | Мађари                               |                                      | 1                                    | 0,05%                                |
| Бугари                               | Бугари                               |                                      | 1                                    | 0,05%                                |
| непознато                            | непознато                            |                                      | 11                                   | 0,61%                                |

| Година пописа     | 1948. | 1953. | 1961. | 1971. | 1981. | 1991. | 2002. |
| ----------------- | ----- | ----- | ----- | ----- | ----- | ----- | ----- |
| Број домаћинстава | 317   | 383   | 477   | 503   | 519   | 516   | 526   |

| Број чланова      | 1  | 2   | 3  | 4  | 5  | 6  | 7  | 8 | 9 | 10 и више | Просек |
| ----------------- | -- | --- | -- | -- | -- | -- | -- | - | - | --------- | ------ |
| Број домаћинстава | 69 | 140 | 91 | 83 | 61 | 61 | 17 | 4 | 0 | 0         | 3,38   |

| Пол    | Укупно | Неожењен/Неудата | Ожењен/Удата | Удовац/Удовица | Разведен/Разведена | Непознато |
| ------ | ------ | ---------------- | ------------ | -------------- | ------------------ | --------- |
| Мушки  | 756    | 185              | 511          | 51             | 9                  | 0         |
| Женски | 752    | 96               | 516          | 122            | 18                 | 0         |
| УКУПНО | 1.508  | 281              | 1.027        | 173            | 27                 | 0         |

| Пол    | Укупно                    | Пољопривреда, лов и шумарство | Рибарство                            | Вађење руде и камена | Прерађивачка индустрија       |
| ------ | ------------------------- | ----------------------------- | ------------------------------------ | -------------------- | ----------------------------- |
| Мушки  | 429                       | 172                           | 0                                    | 1                    | 115                           |
| Женски | 339                       | 219                           | 0                                    | 0                    | 58                            |
| УКУПНО | 768                       | 391                           | 0                                    | 1                    | 173                           |
| Пол    | Производња и снабдевање   | Грађевинарство                | Трговина                             | Хотели и ресторани   | Саобраћај, складиштење и везе |
| Мушки  | 6                         | 35                            | 24                                   | 9                    | 19                            |
| Женски | 1                         | 3                             | 18                                   | 0                    | 1                             |
| УКУПНО | 7                         | 38                            | 42                                   | 9                    | 20                            |
| Пол    | Финансијско посредовање   | Некретнине                    | Државна управа и одбрана             | Образовање           | Здравствени и социјални рад   |
| Мушки  | 1                         | 0                             | 19                                   | 9                    | 5                             |
| Женски | 0                         | 2                             | 3                                    | 8                    | 20                            |
| УКУПНО | 1                         | 2                             | 22                                   | 17                   | 25                            |
| Пол    | Остале услужне активности | Приватна домаћинства          | Екстериторијалне организације и тела | Непознато            | Непознато                     |
| Мушки  | 6                         | 0                             | 0                                    | 8                    | 8                             |
| Женски | 3                         | 0                             | 0                                    | 3                    | 3                             |
| УКУПНО | 9                         | 0                             | 0                                    | 11                   | 11                            |

## Познате личности
- Тома Здравковић, певач народне музике, композитор и песник
- Петар Денковачки, српски схиархимандрит и игуман
- Новица Здравковић, певач народне музике

## Галерија
- Мали трг у центру села
- Дом културе
- ОШ Вук Караџић Печењевце
- Биста Вука Караџића испред истоимене основне школе
- Дом културе
- Споменик Томи Здравковићу у центру села
- Црква Светог Илије
- Звоник цркве
- Старо гробље у порти цркве